# Археолемуры
Археолемуры (лат. Archaeolemur) — вымерший род лемуров семейства археолемуровых. Обитал на Мадагаскаре в плейстоцене и голоцене вплоть до исторического времени, известны два вида — A. edwardsi и A. majori.

## Классификация
Археолемуры были крупными лемурообразными весом 15—25 килограммов и вели, по-видимому, полуназемный образ жизни. A. edwardsi был более крупным из двух видов, весил до 25 килограммов и обладал черепом длиной около 15 сантиметров с хорошо развитыми сагиттальным гребнем и затылочным бугром. Обитал в центральных районах острова, возможно (принадлежность останков не подтверждена окончательно) также на севере, западе и юго-западе. A. majori был более изящным (вес до 15 кг, длина черепа 13 сантиметров), а его череп был менее мощным, со слаборазвитыми сагиттальным гребнем и затылочным бугром. Останки A. majori известны по местонахождениям на юге и западе острова. В последние десятилетия XX века на севере и северо-западе острова были обнаружены останки археолемуров, видовую принадлежность которых пока установить не удалось. Поскольку между новыми находками существуют отличия, возможно, в дальнейшем будут описаны новые виды археолемуров.

## Анатомия
По строению черепа археолемуры походили на современных индриевых. Сходство между черепом вида Archaeolemur majori и черепами индриевых было настолько явным, что даже предлагалось выделить этот вид в отдельный род Protoindri. Схожим было и время формирования постоянных зубов у этого рода и у индриевых, но зубной аппарат значительно отличался. Мощная нижняя челюсть археолемуров была длиной 13—15 сантиметров, подбородочный симфиз вертикальный и сросшийся (у индриевых пологий и несросшийся). Передние зубы (резцы, клыки и премоляры) образуют удобное лезвие для срезания растительности, а широкие и низкие моляры приспособлены для измельчения жёсткой растительной пищи, о преобладании которой в меню археолемуров свидетельствует также высокая степень их износа; предполагается, однако, что рацион археолемуров был разнообразным: окаменелые испражнения возрастом около 800 лет, ассоциируемые с молодой особью археолемура, позволяют утверждать, что его диета помимо растений включала улиток и мелких позвоночных, в том числе летучих мышей. Жёсткая растительная пища включала, предположительно, семена, плоды с твёрдым околоплодником и, возможно, кору деревьев. Верхние центральные резцы особенно крупные и, видимо, выступали из-под верхней губы.
В отличие от другого известного рода археолемуровых — гадропитеков, — и даже от современных лемуров, ведущих дневной образ жизни, археолемуры, по-видимому, обладали более острым зрением (их расчётный зрительный индекс превышает таковой у хохлатых сифак и даже шимпанзе).
Конечности археолемуров были короткими относительно размеров тела (короче, чем у Indri indri, при том, что в целом по размерам археолемуры втрое превосходили этих современных лемуров) и обладали ограниченными хватательными способностями — по степени искривлённости фаланги пальцев археолемуров уступают как вымершим, так и современным лемурам и скорей похожи на пальцы гамадрилов и горилл, ведущих преимущественно наземный образ жизни. Задние конечности археолемуров длинней передних (интермембральный индекс 92 — значение, близкое к 100, указывает на адаптацию к передвижению на четырёх лапах). В то же время ничто в анатомии археолемуров не указывает на способность к быстрому бегу, поэтому, возможно, их образ жизни представлял собой переходный от древесного к наземному. Половой диморфизм, в отличие от антропоидов схожих размеров, не наблюдался.

## Распространение и исчезновение
Останки археолемуров известны по более чем 20 местонахождениям по всему Мадагаскару, этот род изучен гораздо лучше, чем его ближайший родственник гадропитек. Костные останки относительно недавние, датируемые периодом от начала первого тысячелетия до н. э. до конца первого тысячелетия н. э., копролиты датируются XII веком. Это позволяет сделать вывод о том, что археолемуры исчезли уже после расселения по Мадагаскару людей (хотя, вероятно, до прихода европейцев) и, возможно, в силу своих крупных размеров служили объектом охоты для малайских переселенцев. Расчистка лесов влекла за собой сокращение естественной среды обитания археолемуров; возможно также, что их истребляли как вредителей сельского хозяйства, пока они не исчезли окончательно.